# Geroncjusz (Olanśkyj)
Geroncjusz, imię świeckie Wasyl Tarasowycz Olanśkyj (ur. 14 września 1979 w Wozniesieńsku) – biskup Kościoła Prawosławnego Ukrainy, od 2014 namiestnik stauropigialnego monasteru w Bilinie Wielkiej i tytularny biskup bojarski, wcześniej biskup  Ukraińskiego Autokefalicznego Kościoła Prawosławnego (do 2018 r.).

## Życiorys
Biskup Geroncjusz urodził się 14 września 1979 roku w mieście Wozniesieńsk w obwodzie mikołajowskim. W 1986 roku, po przeprowadzce rodziców do wsi Żywaczów (rejon tlumacki, obwód iwano-frankowski), rozpoczął naukę w miejscowej szkole, którą ukończył w 1997 roku. W tym samym roku rozpoczął naukę na Wydziale Filozofii i Teologii Czerniowieckiego Uniwersytetu Narodowego. 
5 sierpnia 2005 r. został wyświęcony na diakona przez biskupa Cyryla (Mychajluka). 27 września tego samego roku przyjął święcenia kapłańskie w skicie Maniawskim.
Chirotonię biskupią otrzymał 14 września 2014 w cerkwi św. Andrzeja w Kijowie.